# Burni Tangga Seratus
Burni Tangga Seratus är ett berg i Indonesien.   Det ligger i provinsen Aceh, i den västra delen av landet, 1 600 km nordväst om huvudstaden Jakarta. Toppen på Burni Tangga Seratus är 1 264 meter över havet, eller 347 meter över den omgivande terrängen. Bredden vid basen är 5,2 km.
Terrängen runt Burni Tangga Seratus är kuperad norrut, men söderut är den bergig. Trakten runt Burni Tangga Seratus är nära nog obefolkad, med mindre än två invånare per kvadratkilometer. I omgivningarna runt Burni Tangga Seratus växer i huvudsak städsegrön lövskog.